# Dahlica latisquama
Dahlica latisquama ist ein Schmetterling aus der Familie der Echten Sackträger (Psychidae).

## Merkmale
Die Männchen erreichen eine Flügelspannweite von 11,4 bis 14 Millimeter. Die Augen sind schwarz, Ocellen sind nicht vorhanden. Der Augenabstand ist deutlich größer als der Augendurchmesser. Die Stirn (Frons) ist schwarzgrau behaart. Die Labialpalpen sind nur rudimentär ausgebildet. Die Fühler sind beschuppt und reichen bis zur Mitte des Costalrandes der Vorderflügel. Sie sind ventral bewimpert, wobei die Wimpern etwas länger sind als die mittleren Fühlerglieder. Die Anzahl der Fühlerglieder beträgt einschließlich Scapus und Pedicellus 26 bis 29. Die Vorderflügels sind schwarzgrau und mit einer unregelmäßigen und variablen hellen Punktierung versehen. Der Diskoidalfleck ist in den meisten Fällen erkennbar. Die Deckschuppen haben eine breite, dreizackige oder vierzackige Form. Die Fransenschuppen sind zwei- oder dreizackig und lanzettlich. Das Flügeladern sind nur nach einer Entfernung der Schuppen sichtbar. Die Hinterflügel sind grau und haben dunklere Fransenschuppen. Die Flügeladern sind erkennbar. Das achte und letzte Körpersegment ist gelb behaart, der übrige Körper ist schwarzgrau behaart. Die Vordertibien besitzen keine Epiphyse. Die mittleren Tibien sind mit einem Paar Sporne und die hinteren Tibien mit zwei Paaren Sporne versehen. Alle Beine haben fünf Tarsenglieder.
Der Genitalapparat besitzt ein distal abgeflachtes Vinculum. Das Tegumendach ist schmal, verjüngt sich und ist mit einer Einbuchtung versehen. Die Valven sind gestreckt, der Clavus ist lang und kräftig und zu einer Spitze ausgezogen. Der Saccus fehlt. Der Aedeagus ist gebogen und verfügt über einen Stützstab.
Die Weibchen sind gelblich hellbraun gefärbt und flügellos. Sie sind etwa zwei Millimeter lang und haben einen Durchmesser von weniger als einem Millimeter. Der Körper ist mit einer weißen schütteren Behaarung versehen. Das siebente Abdominalsegment ist ventral dicht behaart und grauweiß. Die Augen sind klein und schwarz, Ocellen sind nicht vorhanden. Der Augenabstand ist dreimal so groß wie der Augendurchmesser. Die Fühler sind lang und bestehen einschließlich Scapus und Pedicellus aus 16 bis 17 Gliedern. Alle Beine besitzen vier Tarsenglieder.
Der Sack ist klein und rundlich und meistens zweikantig. Er ist etwa fünf bis sechs Millimeter lang und hat einen Durchmesser von 1,5 bis zwei Millimeter. Die dorsale Kante ist selten erkennbar, sie ist dann etwas dunkler. Die Säcke bestehen aus kleinen weißlich gelben bis gelblich braunen Gesteinspartikeln, die mit einem geringen Anteil von Detrituspartikeln vermischt sind. Der Sack selbst ist mittelgrau bis graubräunlich.

## Ähnliche Arten
Die Männchen von Dahlica latisquama ähnelt in der Färbung Siederia listerella (Linnaeus, 1758), sie können aber durch die fehlenden Epiphysen an den Vorderbeinen unterschieden werden. Die Gattung Dahlica beinhaltet weitere Arten mit breit ausgebildeten Deckschuppen. Beim Vergleich der breitesten Schuppen von Dahlica latisquama findet man ähnlich geformte Schuppen nur bei Dahlica pangeoensis Weidlich, 2013 und Dahlica rianella Hättenschwieler, 1981. Die zuerst genannte Art ist in Griechenland endemisch, die zuletzt Genannte in Spanien.
Die Weibchen von Dahlica latisquama lassen sich kaum von Dahlica nickerlii (Heinemann, 1870), Dahlica wockii (Heinemann, 1870) und Dahlica sauteri (Hättenschwieler, 1977) anhand der Anzahl der Fühlerglieder unterscheiden. Der Sack hat große Ähnlichkeit mit denen von D. sauteri.

## Verbreitung
Dahlica latisquama wurde im Osten der Slowakei in der Nähe von Sabinov in 330 bis 390 Meter Höhe gefunden.

## Biologie
Dahlica latisquama besiedelt die Bodenschicht. Die Art bevorzugt sonnige, offene, grasige und sandige Stellen und bildet eine Generation im Jahr. Die Raupen des letzten Stadiums und die Puppen wurden von Ende März bis April gefunden. Unter Zuchtbedingungen schlüpften die Männchen meistens in den Abendstunden aber einige auch am Morgen. Die Weibchen verließen die Puppe am Morgen mit dem ersten Tageslicht.

## Etymologie
Dahlica latisquama wurde nach den charakteristischen breiten Deckschuppen auf den Vorderflügeln der Männchen benannt (lat. latitúdo = breit und squama = Schuppe).

## Belege
1. 1 2 3 4 5 6 7 8 9  Weidlich, Michael (2015): Eine neue Art von Dahlica Enderlein, 1912 aus der Slowakei (Lepidoptera: Psychidae. Entomologische Zeitschrift 125(3), S. 153–155